# Naturalização (biologia)
Naturalização é o processo pelo qual uma espécie se estabelece num território diferente daquele de que é nativa.
Na biologia, a naturalização (ou a naturalização) é qualquer processo pelo qual um organismo não nativo se espalha na natureza e sua reprodução é suficiente para manter sua população. Dizem que tais populações são naturalizadas.
Algumas populações não se sustentam reprodutivamente, mas existem por causa do influxo contínuo de outros lugares. Essa população não sustentadora, ou os indivíduos dentro dela, são adventos. 
As plantas cultivadas são uma importante fonte de populações adventivas. As espécies naturalizadas podem se tornar espécies invasivas se forem suficientemente abundantes para ter um efeito adverso nas plantas e animais nativos.

## Referência
1. ↑  Warren; Derral; Sy, Wagner; Herbst; Sohmer (1999). Manual of the Flowering Plants of Hawai`i. Honolulu: Revised